# Pawłowa (Łódź)
Pour les articles homonymes, voir Pawłowa.
Pawłowa (prononciation [paˈvwɔva]) est un village de la gmina de Zelów, du powiat de Bełchatów, dans la voïvodie de Łódź, situé dans le centre de la Pologne.

## Administration
De 1975 à 1998, le village est attaché administrativement à l'ancienne voïvodie de Piotrków.

Depuis 1999, il fait partie de la nouvelle voïvodie de Łódź.